# Betéitiva

Localização de Beteitiva no departamento de Boyacá.

Beteitiva é um município no departamento de Boyacá, na Colômbia.